# 祝世廉
祝世廉（？—？），字子隅，號存溪，浙江杭州府海寧縣人，匠籍，明朝政治人物。

## 生平
嘉靖二十二年（1543年）癸卯科浙江鄉試第九名。嘉靖三十二年（1553年），登癸丑科二甲第四十七名進士。通政司观政，授刑部主事，升员外、郎中，歷官汝寧府知府。

## 家族
曾祖祝沔；祖父祝鰲，知縣；父祝繼倫，知縣。母賈氏。兄世康（生员）、弟世慶（生员）。